# Al-Mukhabarat al-Aamah
L'Al-Istikhbārāt Al A'amah (en arabe : الاستخبارات العامة, General Intelligence Presidency ou GIP en anglais) est l’agence de renseignements d’Arabie saoudite, fondée en 1957, et dirigée depuis avril 2014 par Youssef ben Ali al-Idrissi, précédemment adjoint de son prédécesseur Bandar ben Sultan.

## Historique
Le roi Saoud ben Abdelaziz Al Saoud (1953-64) sépara en 1957 les Mukhabarat du Mabahith. L'influence des Mukhabarats grandit après la prise de la Grande Mosquée de La Mecque de 1979. Le roi Khaled ben Abdelaziz Al Saoud ré-organisa formellement les rôles des différentes agences la dernière année de son règne, en 1982. Durant toute cette période, les Mukhabarat étaient dirigés par Turki ben Fayçal Al Saoud (1977-2001), remplacé par Nawwaf bin Abdul-Aziz Al Saud (en) (2001-2005). Après un intermède sans directeur, Moukrine ben Abdelaziz Al Saoud fut nommé jusqu'en 2012, date à laquelle il fut remplacé par Bandar ben Sultan. En avril 2014, sur sa propre demande, Bandar ben Sultan est remplacé par son adjoint Youssef ben Ali al-Idrissi, un choix qui pourrait être lié à son état de santé qui se dégrade, ainsi qu'à son parti-pris très engagé dans le conflit syrien.

### Conflit afghan
Les services de renseignement saoudiens ont soutenu la lutte des moudjahidins afghans contre le gouvernement communiste et les troupes soviétiques. Oussama Ben Laden a notamment été dépêché sur place.

### Conflit syrien
Depuis le début du conflit syrien, l'agence Al Mukhabarat Al A’amah joue un rôle actif dans la déstabilisation du régime de Bachar el-Assad en apportant des soutiens financiers et en armes aux groupes rebelles, dont l'Armée syrienne libre. Le GIP finance également l'entraînement de milliers de soldats pour la création d'une « armée de l'islam ». Dans ce conflit, le GIP entretient une collaboration serrée avec la CIA, le MI6 et les services turcs et jordaniens. L'enjeu pour les Saoudiens est de contrecarrer l'influence de l'Iran chiite.